# SU-122
Il SU-122 (Samokhodnaja Ustanovka - 122) era un semovente d'artiglieria utilizzato dall'Armata Rossa durante la seconda guerra mondiale.

## Storia
Il SU-122 era un cannone d'assalto che utilizzava lo scafo del carro medio T-34 ed era costruito presso la UZTM (traslitterazione di УЗТМ acronimo per Уральский Завод Тяжелого Машиностроения - "Fabbrica macchinari pesanti degli Urali") di Sverdlovsk. I primi 25 mezzi di produzione furono costruiti per la fine del 1942. Il SU-122 si dimostrò essere un mezzo abbastanza efficace nei combattimenti, sebbene la munizione ad alto esplosivo (HEAT) che utilizzava non soddisfacesse appieno le specifiche. La produzione continuò fino alla fine del 1944 per un totale di 1.150 esemplari prodotti.

## Versioni
Durante tutto il periodo di produzione non vennero realizzate diverse versioni di questo mezzo anche se vennero apportate diverse modifiche. Una di queste riguardava lo scudo del pezzo, che negli ultimi esemplari prodotti era lo stesso del SU-85. La differenza tra la diversa lunghezza delle canne dei cannoni, che nel SU-122 è molto corta, rende però facilmente riconoscibili i due mezzi. Una piccola serie di SU-122 venne realizzata utilizzando lo scafo del SU-100.
Diversi furono anche i prototipi realizzati nel tentativo di migliorare il carro. Con questi tentativi si cercava di rendere meno complesso il mezzo e di ridurne il costo di produzione. Il primo prototipo, denominato SU-122M, era armato con un cannone U-11, sempre da 122 mm, al posto del precedente M-30. Per ospitare la nuova arma venne modificata la casamatta. Nonostante questo progetto si dimostrasse promettente, durante le prove emersero diversi problemi tra i quali una minore affidabilità, un peso superiore e un costo più elevato. Si decise pertanto di non produrlo.
Un secondo tentativo consisteva nel montare su uno scafo del SU-85 un obice da 122 mm D-6. Quest'arma era più leggera e compatta dell'U-11 ma anche questo mezzo non si rivelò soddisfacente.